# Morti nell'828
| Questa pagina contiene informazioni ricavate automaticamente dalle voci biografiche con l'ausilio del template Bio e di un bot. L'aggiornamento è periodico e automatico e ricostruisce completamente la pagina. Se manca una persona in questa lista, sei pregato di non aggiungerla, ma accertati piuttosto che la sua voce biografica contenga il template Bio e che i dati anagrafici siano correttamente compilati. Se il template Bio manca, inseriscilo tu stesso o, in alternativa, metti l'avviso {{tmp\|Bio}} che ne segnala la mancanza. Se i dati riportati sono sbagliati, correggi direttamente la voce biografica; le modifiche saranno visibili in questa lista entro pochi giorni. Per chiarimenti vedi il progetto biografie. La lista contiene solo le 7 persone che sono citate nell'enciclopedia e per le quali è stato implementato correttamente il template Bio. Pagina aggiornata al 10 feb 2025. |

- 5 aprile - Niceforo I di Costantinopoli, bizantino
- Eufemio da Messina, ammiraglio bizantino
- Fredardo di Mende, vescovo franco
- Idris II, sultano (n. 791)
- Asad ibn al-Furat, giurista e generale persiano (n. 759)
- Talha ibn Tahir, funzionario persiano
- 'Abd Allah al-Wafi, imam arabo (n. 795)